# Веррукозидин
Веррукозиди́н — микотоксин, продуцируемый рядом видов рода Penicillium — Penicillium aurantiogriseum, Penicillium polonicum, Penicillium melanoconidium.
Сильнодействующий треморгенный и нервно-паралитический токсин.

## Свойства
При экстракции метанолом кристаллизуется в виде бесцветных пластинчатых кристаллов с температурой плавления 90—91 °C.
Максимумы поглощения — при 241 и 294 нм.
При разложении 0,5 M калийной щёлочью в водно-метанольном растворе образует альдегид.
ЛД50 для мышей при внутрибрюшинном введении — 4 мг/кг.

## История
Впервые обнаружен в 1981 году Б. Дж. Уилсоном и сотрудниками в качестве агента неврологического токсикоза скота грибом, определённым авторами как Penicillium verrucosum var. cyclopium (в действительности — Penicillium melanoconidium). Выделен в чистом веществе в 1983 году.
В 1990 году синтезирован химическим путём.